# Gedenkstätte für das Massaker in Aileu 1942

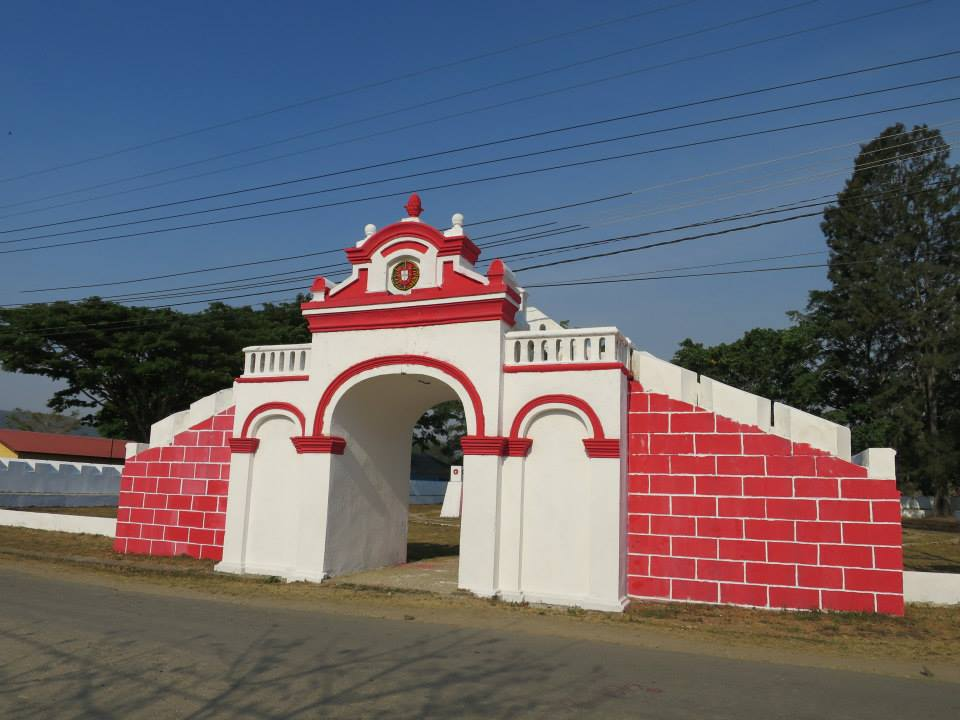
Eingang zur Gedenkstätte

Die Gedenkstätte für das Massaker in Aileu 1942 (portugiesisch Memorial aos Massacrados de Aileu 1942) erinnert an Opfer eines Überfalls auf die heute osttimoresische Stadt Aileu (damals Vila General Carmona) am 31. August 1942, während der japanischen Besetzung Portugiesisch-Timors im Zweiten Weltkrieg.

## Historischer Hintergrund
Japan hatte die zum eigentlich neutralen Portugal gehörende Kolonie 1942 besetzt und lieferte sich mit australischen Guerillaeinheiten einen erbitterten Kampf. Die Australier wurden auch von einheimischen Portugiesen und Timoresen unterstützt. Auf Seiten der Japaner kämpften Timoresen, die als die Colunas Negras (die schwarzen Säulen) bezeichnet wurden. Am 31. August 1942 ermordeten die Colunas Negras in der Stadt Aileu fünf portugiesische Soldaten und vier weitere Portugiesen, Beamte und Missionare. Die Japaner machten „eine Gruppe Westtimoresen“ für den Überfall verantwortlich, die sich im Osten ansiedeln wollten und von Portugiesen misshandelt worden wären. Nach dem Ende des Krieges wurde in Aileu das Monument zum Gedenken an die Opfer errichtet.

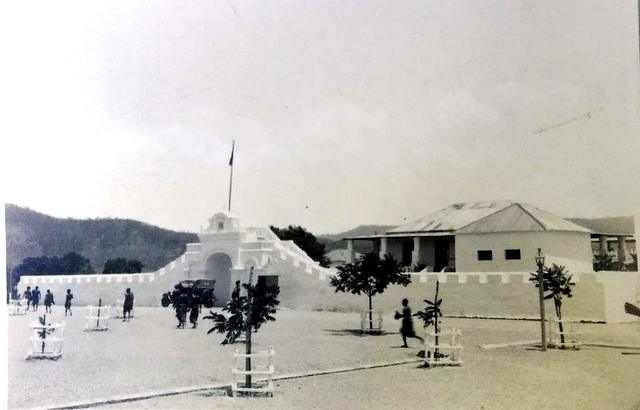
Der Militärposten von Aileu (um 1920)
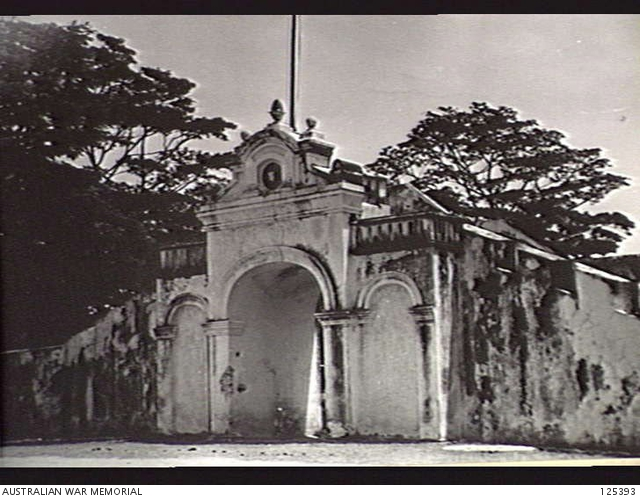
Das Tor des zerstörten Militärpostens (1946)

## Das Denkmal
Die Gedenkstätte befindet sich gegenüber dem Gebäude der ehemaligen Kolonialverwaltung von Aileu. Das Tor des im Krieg zerstörten Militärpostens dient heute als Eingang zur Gedenkstätte. Auf dem Torbogen befindet sich das mit dem Wappen Portugals. In der Mitte einer erhöhten Plattform befindet sich ein Gedenkstein mit der Beschriftung „Aos massacrados de Aileu 1942“, der auf einer Fläche mit dem Kreuz des Christusordens steht. Um den Gedenkstein herum sind die Gräber der Opfer positioniert. 2019 wurde die Gedenkstätte renoviert.

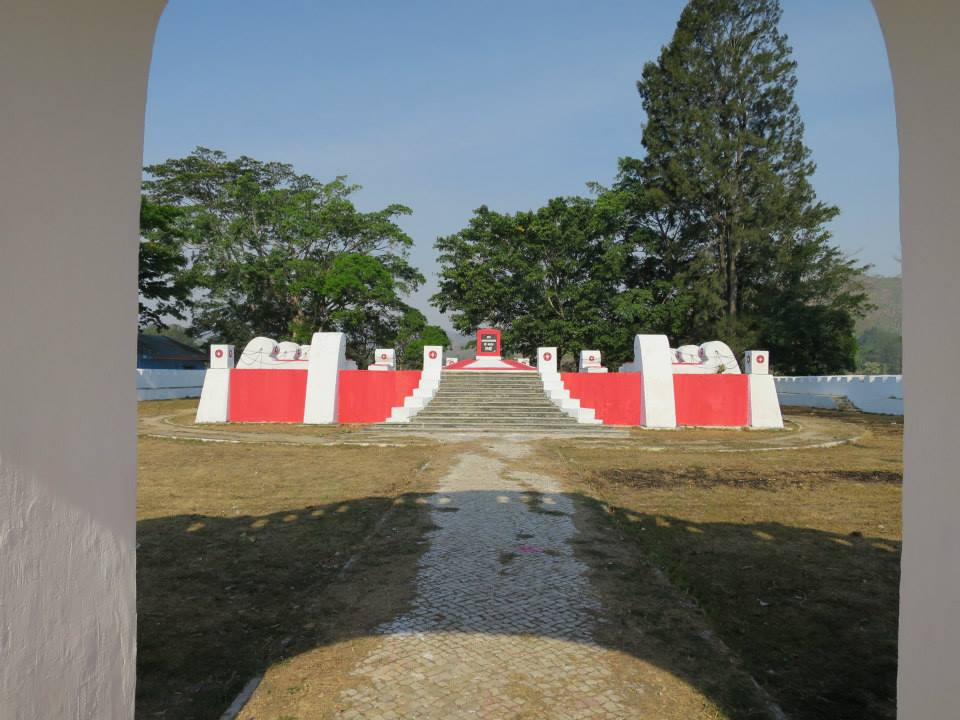
Die Plattform
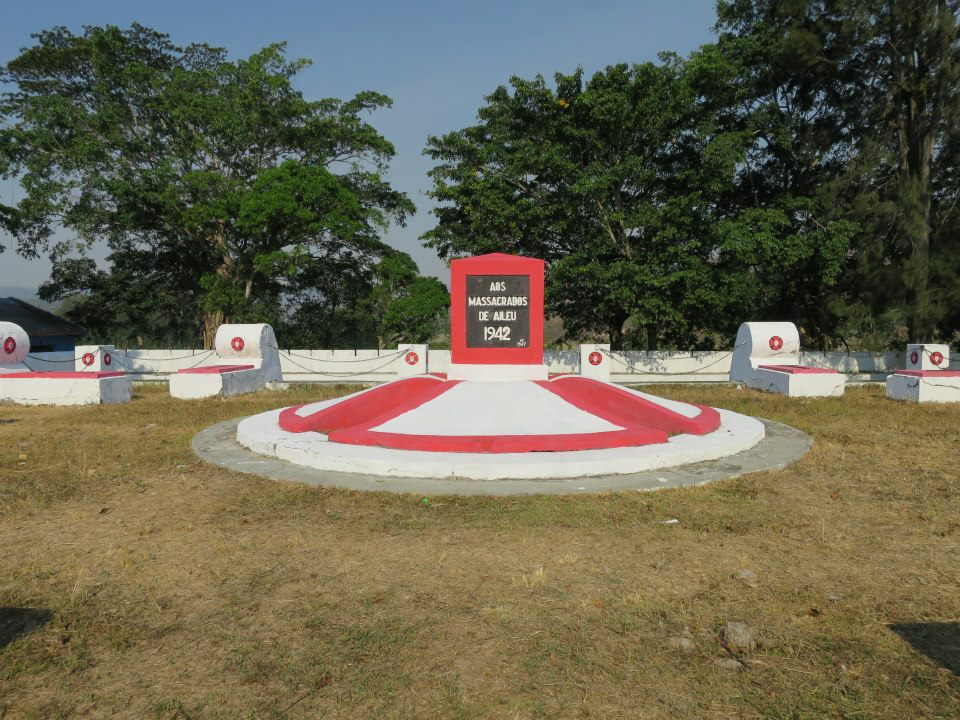
Das Zentrum